# یواس‌اس دیکیتر (۱۸۳۹)
یواس‌اس دیکیتر (۱۸۳۹) (به انگلیسی: USS Decatur (1839)) یک کشتی بود که طول آن ۱۱۷ فوت (۳۶ متر) بود. این کشتی در سال ۱۸۳۹ ساخته شد.